# Igor Anatoljewitsch Romischewski
Igor Anatoljewitsch Romischewski (russisch Игорь Анатольевич Ромишевский; * 25. März 1940 in Schukowski, Oblast Moskau; † 28. September 2013 in Moskau, Russland) war ein sowjetischer Eishockeyspieler und -trainer.

## Karriere

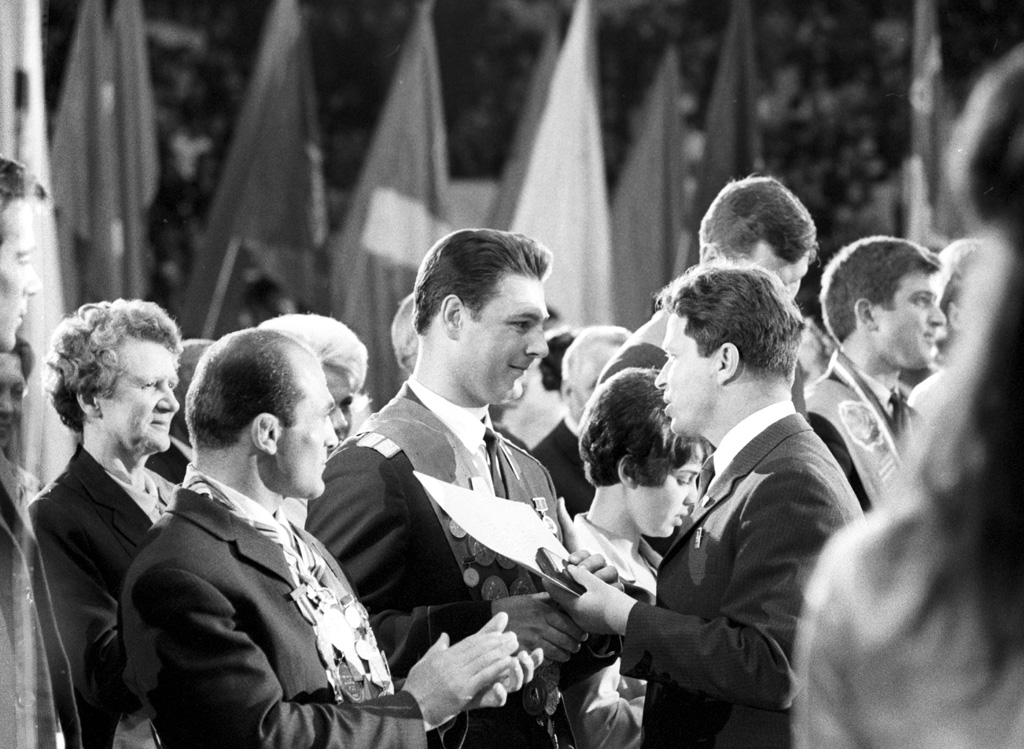
Romischewski (Mitte) erhält eine Auszeichnung, Mai 1970

Zur Saison 1960/61 begann der Verteidiger seine Karriere beim SKA Kuibyschew, ehe er 1961 zum damaligen Eliteclub HK ZSKA Moskau wechselte und dort blieb, bis er nach der Saison 1970/71 seine aktive Karriere beendete. Er gewann die sowjetische Meisterschaft neun Mal. Insgesamt erzielte er 126 Tore in 437 Spielen in der sowjetischen Liga.
Bis 1969 absolvierte er ein Studium der Elektrotechnik an der Moskauer Hochschule für Forstwirtschaft und Technik, 1974 promovierte er.

### International
Schon früh wurde er in das Team der sowjetischen Eishockeynationalmannschaft berufen. Am 26. Februar 1965 stand er in einem Spiel gegen Kanada zum ersten Mal für die Sbornaja auf dem Eis. Seine internationale Karriere wurde mit den Goldmedaillen bei den Olympischen Winterspielen 1968 und 1972 gekrönt. Für die Nationalmannschaft erzielte er 15 Tore in 129 Länderspielen. Bei den Eishockey-Weltmeisterschaften wurde er zweimal mit seiner Mannschaft Weltmeister (1968 und 1971). 1968 wurde er in die „Russische Hockey Hall of Fame“ aufgenommen. Am 18. April 1972 bestritt er sein letztes Länderspiel.

### Trainer und Funktionär
1974 wurde er Leiter der Abteilung für Leibeserziehung und Sport des Moskauer Instituts für Physik und Technologie, zwischen 1975 und 1979 war er parallel Vorsitzender des sowjetischen Eishockeyverbands. Zwischen 1979 und 1981 war er als Trainer für SKA Leningrad tätig.
1995 wurde er Vizepräsident des Vereins Goldener Puck, der sich um die Organisation des größten russischen Nachwuchs-Eishockeyturniers kümmert. 2006 wurde er zum Präsidenten des Vereins gewählt.

## Erfolge und Auszeichnungen
| - 1961: Sowjetischer Meister mit ZSKA Moskau - 1963: Sowjetischer Meister mit ZSKA Moskau - 1964: Sowjetischer Meister mit ZSKA Moskau - 1965: Sowjetischer Meister mit ZSKA Moskau - 1966: Sowjetischer Pokalsieger mit ZSKA Moskau - 1966: Sowjetischer Meister mit ZSKA Moskau - 1967: Sowjetischer Pokalsieger mit ZSKA Moskau - 1967: Sowjetischer Vizemeister mit ZSKA Moskau - 1968: Sowjetischer Meister mit ZSKA Moskau | - 1968: Sowjetischer Pokalsieger mit ZSKA Moskau - 1969: Sowjetischer Vizemeister mit ZSKA Moskau - 1969: Sowjetischer Pokalsieger mit ZSKA Moskau - 1969: Ehrenzeichen der Sowjetunion - 1970: Sowjetischer Meister mit ZSKA Moskau - 1971: Sowjetischer Meister mit ZSKA Moskau - 1972: Sowjetischer Meister mit ZSKA Moskau - 1972: Ehrenzeichen der Sowjetunion - 1996: Orden der Freundschaft |

### International
- 1968: Goldmedaille bei den Olympischen Winterspielen
- 1969: Goldmedaille bei der Weltmeisterschaft
- 1970: Goldmedaille bei der Weltmeisterschaft
- 1971: Goldmedaille bei der Weltmeisterschaft
- 1972: Goldmedaille bei den Olympischen Winterspielen
- 1972: Silbermedaille bei der Weltmeisterschaft